# Nihil novi
Nihil novi (с лат. — «ничего нового») — общеупотребительное название закона, принятого польским сеймом и одобренного королём Александром Ягеллоном в 1505 году. В польской историографии называется конституцией, при этом следует иметь в виду, что в Польше все постановления сейма назывались конституциями. В российской традиции часто именуется Радомской конституцией.

## Название
Полное название закона Nihil novi nisi commune consensu (с лат. — «ничего нового без всеобщего согласия»). Nihil novi также имеет прозрачную библейскую отсылку — Nihil novi sub sole или Sub sole nihil novi est (Нет ничего нового под солнцем. Екклесиаст).

## Суть закона
Закон Nihil novi запрещал королям принимать новые законы без согласия шляхты (представленной в Сейме, состоявшем из Сената и Посольской избы) за исключением отдельных особо оговорённых малозначимых вопросов. Его можно рассматривать как завершающий шаг по ограничению власти польского короля (ранее были приняты: Нешавские статуты 1454 года, расширявшие права шляхты, и Мельницкий привилей 1501 года, усиливавший власть магнатов).
Закон Nihil novi был подписан королём Александром на Радомском сейме 3 мая 1505 года (отсюда его второе название — Радомская конституция). Этот закон принято рассматривать как заключительный шаг в формировании шляхетской демократии, или шляхетской республики. Позднее шляхта будет трактовать положения этого закона для обоснования принципа единогласия для принятия решения (принцип Liberum veto).
Со времени принятия закона Nihil novi общеупотребительным по отношению к польской системе государственного устройства становится термин Речь Посполита. На Великое княжество Литовское, находившееся с 1385 года в личной унии (Кревская уния), ни закон Nihil novi, ни именование Речь Посполитая в тот момент не распространялись.
В том же самом году шляхта ещё больше расширила свои права, ограничив права городов участвовать в политической жизни страны, а также запретив крестьянам покидать свои наделы без согласия землевладельца, закрепив, таким образом, крепостное право в Польше.
В современной мировой политике принцип Nihil novi nisi commune consensu развился в идею «Ничего о нас без нас».

## Текст закона
- Текст закона на английском языке
- Текст закона на польском языке